# Hummelmora, Österåkers kommun
Hummelmora är en by på Ljusterö, i Österåkers kommun norr om Stockholms kommun. Kärnan består av gammal bebyggelse omgärdad av nyare fritidsbebyggelse. Hummelmora gård var säteri fram till 1795.
Hummelmora ångbåtsbrygga angörs av Waxholmsbåtarna M/S Dalarö, M/S Mirella och M/S Sandhamn på turen mot Husarö-Finnhamn. Utanför Hummelmora ligger många mindre öar, mest känd är Hummelmoraön som är den enda som (sommartid) kan nås med reguljär båttrafik till Strömsholms brygga. Ingen förbindelse med de andra småöarna finns förutom privata sjötaxi, däremot har många öbor båtplatser i byn.

## Historia

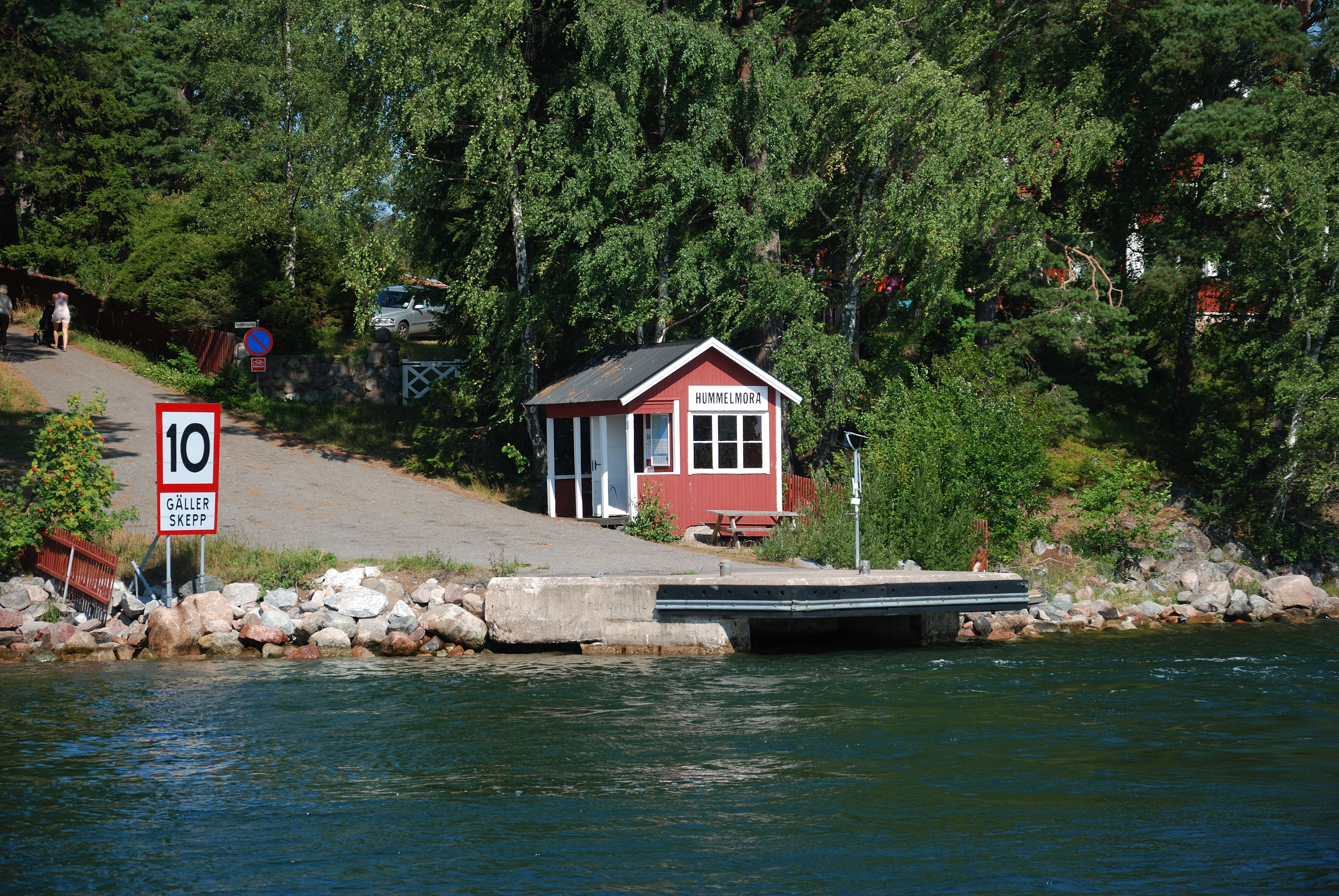
Hummelmora brygga i juli 2011.

Enligt uppgifter skall platsen ha varit bebodd redan på 1500-talet, förmodligen även tidigare, och första gången byn nämns är 10 februari 1387 när Bo Jonsson Grip stadfäster försäljning av skattejord i Hummelmora (nu i Ljusterö socken, Åkers skeppslag) till ”Alle Throndason”. Några veckor senare, 27 februari samma år, upplåter Bo Jonsson till Alle ”Throndasson” skattejord i Hummelmora och en ö, som heter ”Twaedora” i Värmdö socken (och skeppslag).
Byn är inte nämnd i fogderäkningen för Värmdö skeppslag från 1535. Hummelmora nämns vid en kartläggning i Värmdö gamla skeppslag, med texten Humbelmora i Södra Liustran år 1640.

## Hummelmora gård

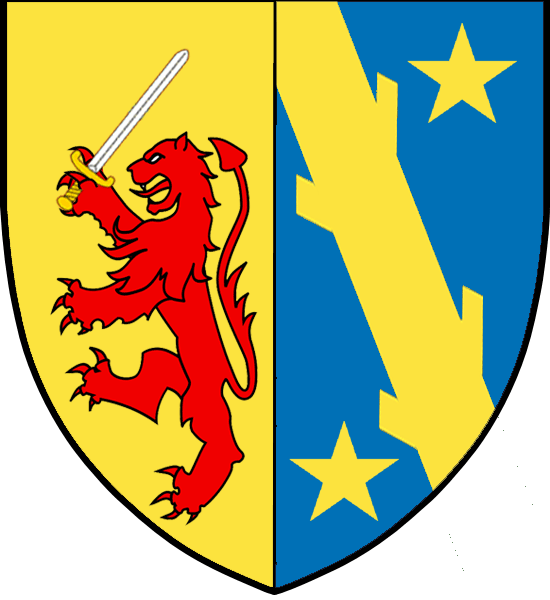
Vapensköld för Mattias Ribben, den siste adliga ägaren av Hummelmora säteri

Under 1600-talet var Hummelmora det sista skattehemmanet på Ljusterö, när annars all mark förlänats till adelsmän, men år 1647 förlänades även Hummelmora som säteri.
Drottning Kristina förlänade Hummelmora till Lars Cantersten 1647, vilken efterträddes av medlemmar ur ätterna Flemming och Gyllenspak
I början av 1680-talet fick Hummelmora säterifrihet under ägaren amirallöjtnant Anders Gyllenspak. Gyllenspak uppförde en säteribyggnad med två våningar och tjugptvå rum. Hans dotter Margareta Christina Gyllenspak gifte sig med  Axel Hägg, adlad Anckarklo, som skrev sig till Hummelmora (1655-1729). Efter hans död togs Hummelmora över av sonen Ingemund Axel Anckarklo till Hummelmora (1698-1733). Vid Ingemunds död 1733 ärvdes säteriet av hans son Axel (1726-1739)., vars änka Anna Dorothea Anckarklo innehade Hummelmora till sin död 1757.
Viss oklarhet råder om byn plundrades och brändes under Rysshärjningarna 1719. Hörsägen säger att man målade stockar som kanoner och slog på kastruller och på det sättet lyckades skrämma bort ryssen. Men inga dokument tyder på att Humelmora angreps, och varken Axel Anckarklo eller flertalet andra säteriägare på Ljusterö begärde någon restitution eller friår (skattebefrielse för ett eller flera år) som kompensation för eldhärjad egendom.
Efter släkten Anckarklo ägdes Hummelmora av flera ägare, tillhörande ätterna Gyllenhammar, Hamilton, Kindborg och Ribben.
Den siste ägaren av säteriet var den tyskfödde Mattias Ribben, som var i tjänst vid Gustav IIIs revolution den 19 augusti 1772,  varför han adlades av kungen och förlänades Hummelmora säteri.
Ribben arrenderade ut gården till tre bönder från Blidö. Ribben uppges ha blivit utfattig, och efter 1795, när förbudet att sälja säterier upphävdes, såldes Hummelmora till de tre Blidöbönderna. Efter några år revs säteribyggnaden, och byggdes om till tre gårdar vardera med 2/3 öresland, och dessa tre byggnader existerar än idag.

## Hummelmora by
Under 1800-talet växte byn, och Hummelmoras sista handelsbod från 1880, stängdes 1960 av innehavaren Helga Hesselgren, men då fanns en affär sedan 1915.

## Geografi
Byns högsta punkt, Hummelmoraberget, eller Telefonberget var ett viktigt riktmärke för Siaröfortets artilleri. Punkten finns angiven med en trekant i fortets kanonrum. Äldre personer berättar att det fanns ett torn på berget under andra världskriget.